# BMW JAPAN
BMW JAPAN（ビー・エム・ダブリュー ジャパン）は、ドイツの自動車会社・BMWの日本法人、ビー・エム・ダブリュー株式会社（英: BMW Japan Corp.）の通称である。
ドイツBMW社の完全子会社として1981年（昭和56年）に設立され、日本におけるBMWの輸入・販売などを行っている。
最近ではiシリーズなどの電気自動車開発、販売なども行なっている。

## 概要
事業内容は、自動車（BMW、ミニ、ロールス・ロイス）、オートバイの輸入販売など。特殊な自動車ローンや、中古車販売における「認定中古車制度」など、ユニークな販売手法でも知られる。従来、日本での輸入車販売は、日本の正規輸入代理店を介して行われていたが、BMWジャパンの成功によって、本国自動車メーカーが日本法人を設立して直接輸入・販売を独占・管理する手法が他の外国自動車メーカーにも広まった。
輸入は基本的に千葉港を利用しており、千葉県山武市に新車整備センター、千葉県印西市に部品センターをそれぞれ設置している。

## 沿革
- 1981年（昭和56年）4月1日 - BMWが、世界戦略として「各国の販売会社の完全子会社化」を計画。その一環として、これまでの日本での正規輸入代理店「バルコム・トレーディング」を完全買収。同年9月22日、「ビー・エム・ダブリュー株式会社」と改組して再スタートする[3]。
- 1991年（平成3年）10月 - 本社を千葉県千葉市に建設した新社屋へ移転。
- 2007年（平成19年） - 本社を千葉県千葉市美浜区中瀬1-10-2から、東京都千代田区丸の内のグラントウキョウサウスタワーに移転。
- 2016年（平成28年）7月 - 2016年にBMW創業100年を迎えたことを記念し、東京都江東区青海に体験型ショールームBMW GROUP Tokyo Bayが開業。なおMINIも展示される。
- 2022年（令和4年）2月 - 本社を東京都千代田区丸の内のグラントウキョウサウスタワーから、東京都港区東新橋の東京汐留ビルディング8階に移転。

## 関連会社

### 金融子会社
会社名
- ビー・エム・ダブリュー・ジャパン・ファイナンス株式会社

所在地
- 東京都千代田区丸の内1-9-2 グラントウキョウサウスタワー（2011年7月11日より。以前は千葉県千葉市美浜区中瀬2-6 WBGマリブウエスト18F）

役員
- 代表取締役社長 マイク・ウェザオール

100%出資子会社。業務内容は、ローン、リース、自動車保険など。1994年（平成6年）、信販会社アプラスとの提携による残価据え置き型自動車ローン（実質的にはカーリースに近い内容であり、商品名は「バリューローン」）を発売。

### 自動車ディーラー

#### BMW東京
会社名
- ビー・エム・ダブリュー東京株式会社

所在地

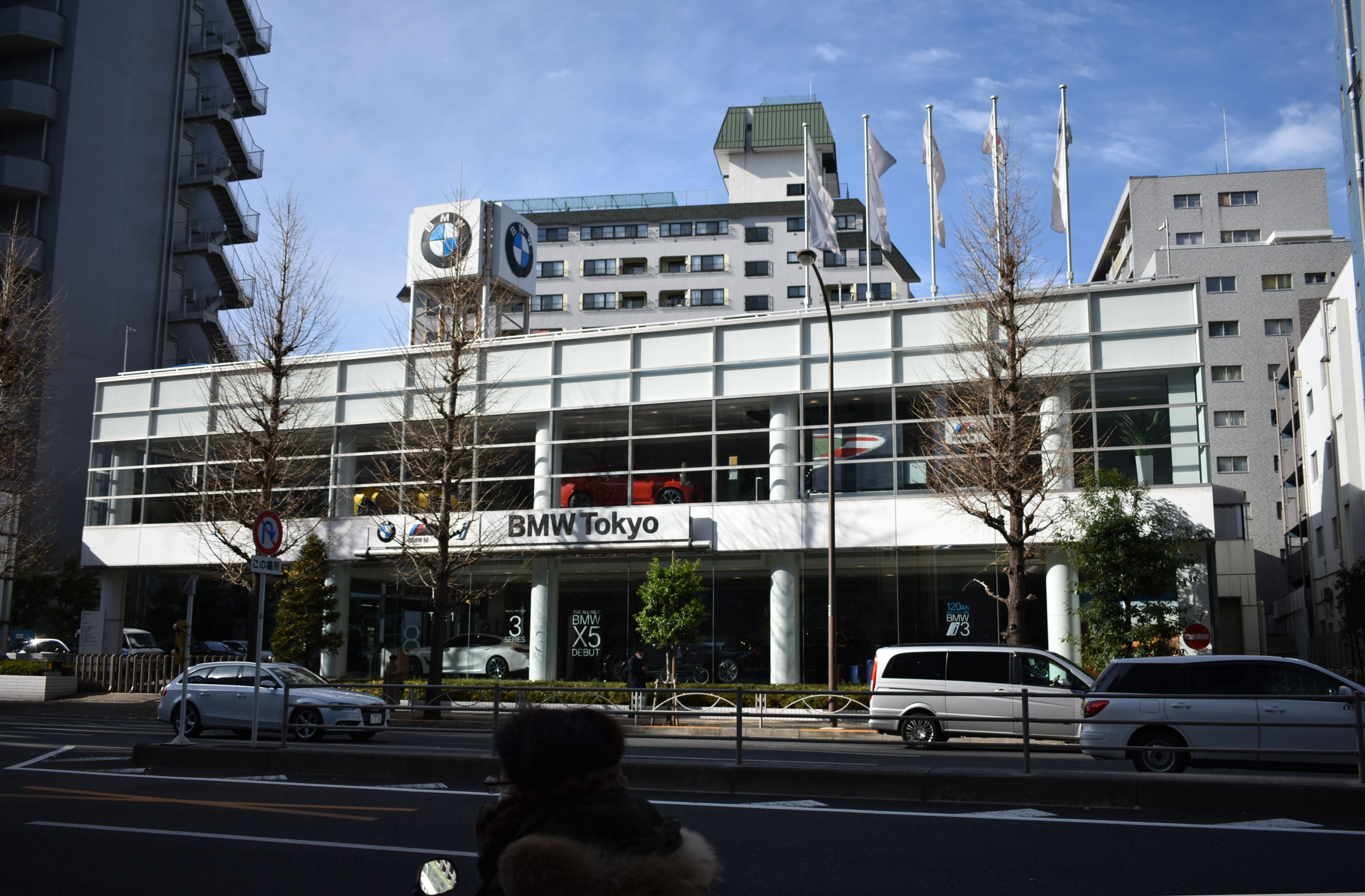
ビー・エム・ダブリュー東京 高輪支店（2019年12月24日撮影）

- 〒108-0075 東京都港区高輪 2-15-17
- 代表取締役社長 有馬　孝之 100%出資子会社。1989年（昭和64年）1月4日設立。世界でも最大規模のBMWディーラーのひとつ。歴代社長として富沢尚夫（初代）、種子島経、松山豊治（Honda Cars Philippines,Inc.を設立、同社初代社長）や、2005年（平成17年）4月からダイエーの会長兼CEO、後に横浜市長に就いた林文子らがいる。

## ローバーの輸入販売
1994年（平成6年）、BMWがローバーを買収したが、日本法人「ローバージャパン」はそのまま存続していた。しかし販売台数の減少を受け、1999年（平成11年）にBMWジャパンがローバージャパンを完全子会社化し、同一オペレーションでローバービジネスを統括するようになった。
しかし販売減に歯止めがかからず、2000年（平成12年）、旧ローバーグループの解体に伴いローバージャパンは解散した。同年8月、BMWジャパンは、購入済み顧客の不安解消を目的として、ローバー車（ミニ、ローバー、MGなど。ランドローバーやミニは対象外）のアフターサービスを手掛ける新会社「ローバーサービスセンター（RSC）」を設立した。その後、MGローバー発足およびオートトレーディングルフトジャパンによる日本販売網構築により、同センターは2003年（平成15年）11月をもって閉鎖・会社解散となった。

## 日本における正規ディーラー

### 直営ディーラー
- BMW東京（上記）

### 地場資本ディーラー
- 双日
  - 双日オートグループ大阪（Osaka BMW、大阪市） - 2017年11月1日付けで、BMWジャパンが大阪地区で経営していたディーラー「BMW大阪」の全株式を譲受。「ビー・エム・ダブリュー大阪株式会社」は「双日オートグループ大阪」に社名変更し、双日グループ入り[4]。もともとは、大阪地区における旧来からの正規ディーラーである服部モーター商会及びモトーレンニューカン店舗の営業権をBMWジャパンが引き継ぎ、2007年（平成19年）7月22日に設立[5]。
  - 双日オートグループ東京（旧モトーレントーマツ：東京マツダ販売、足立区・江東区亀戸・江戸川区） - 2023年1月、東京マツダ販売より事業譲受。
  - アウトプラッツ（Ikebukuro BMW・Nerima BMW・Ogikubo BMW、豊島区池袋・練馬区・杉並区荻窪） - 2015年4月にオートバックスが買収。2017年11月、株式会社東立が運営していた「Nerima BMW」を引き継ぐ。2018年8月、BMW東京が運営していた「Ogikibo BMW」の運営を引き継ぐ。2023年9月、双日へ譲渡。
- 国際興業（Kokusai-Kogyo BMW、札幌市）
- モトーレン秋田（Akita BMW） - 三傳商事系列。秋田日産自動車とは兄弟会社に当たる。
- NBMホールディングス（岩手日産自動車）
  - モトーレン仙台（Sendai BMW）
  - モトーレン青森（旧アルファオート・Aomori BMW、青森） - 2016年12月、吉田産業より事業譲受。2017年2月に社名変更実施。
  - モトーレン福島（旧モトーレン・アイ&エフ・Fukushima BMW、福島） - 2021年3月、石油製品販売の「セキショウグループ（関彰商事）」より事業譲受。
  - モトーレン岩手（旧イースタンモータース・Iwate BMW、岩手） - 2023年4月、岩手自動車販売より事業譲受の上社名変更実施。
  - モトーレンヤマガタ（Yamagata BMW） - 2023年、トヨタカローラ山形より事業譲受。
- モトーレンニイガタ（Niigata BMW） - 首都圏の輸入車メガディーラー「SKY GROUP」の母体会社。
- ニコル・カーズ （Nicole BMW） - アルピナ日本総輸入元。
- 茨日ホールディング（茨城日産自動車）
  - モトーレン群馬（Gunma BMW） - 群馬県の中古車ディーラー「東部オート」が運営していたが、2024年グループイン。
  - モトーレン栃木（Tochigi BMW） - 群馬と同じく東部オートが運営していたが、2016年12月オートバックスセブンへ売却。2023年9月グループイン。
- 村内外車センター（Murauchi BMW、多摩地区） - 家具販売の村内ファニチャーアクセスの関連会社。元は並行輸入車ディーラーであった。
- 和幸モトーレン（Wako BMW、越谷市・上尾市・春日部市） - 埼玉スバル ・ファルコングループ
- ダイワグループ
  - モトーレン東都（Toto BMW、東久留米市）
  - メトロポリタンモーターズ（Shonan BMW、神奈川県南部） - 2020年2月28日、石油製品販売のサンオータスより譲受。
- エー・エル・シー（ALC BMW、平塚市・厚木市・杉並区荻窪） - 2020年2月28日、サンオータスが運営していた「モトーレン東洋」を譲受し営業開始。2021年3月より、BMW東京→オートバックスが運営していた「Ogikibo BMW」の店舗を引き継ぐ。
- ウエインズインポートカーズ（Minato-Mirai BMW、みなとみらい） - 横浜トヨペットグループ
- エルベオート（Elbe BMW、大阪府・南部）
  - 株式会社タナカユキ（大阪府・南部） - 社名の由来は創業者の名前「田中幸男」から。消費不況で販売不振に陥ったことから、2017年4月1日付けで、エルベオート100%出資の新法人「株式会社タナカユキ」に事業譲渡。旧法人は2018年3月23日に、大阪地方裁判所へ特別清算を申請して開始命令を受けた。
- ABE MOTORS（Abe BMW、港区東麻布・品川区東品川） - 阿部モータース：阿部商会グループ。旧トライアンフ・モーター・カンパニー日本総輸入元。2020年8月より、BMW東京が運営していた目黒区柿の木坂の店舗および天王洲サービスセンターを引き継ぐ。2022年1月、「株式会社ABE MOTORS」へ社名変更実施。
- ヤナセバイエルンモーターズ（Yanase BMW、首都圏・名古屋・三重・福岡） - ヤナセグループ。2003年より参入。首都圏以外においては、それぞれ地元の旧正規ディーラーを買収（ユニクラオート、サンジェイオート、富士モータース）。
- ジーライオングループ（旧・クインオート）
  - モトーレン阪神（Hanshin BMW、阪神地区：兵庫・大阪）- 旧服部モーター商会から営業権譲受、後にアインスエーオート高槻支店も譲受。
  - モトーレン神戸（Kobe BMW、神戸市等） - 傘下にモトーレン兵庫（兵庫県西部）を持つ。関西ヂーゼルが経営していたが、2017年9月両社統合の上ジーライオングループに売却。
  - アルコン（鳥取・島根） - 2008年に経営権を取得。
  - モトーレンレピオ（Ibaraki BMW・Keiyo BMW、茨城・千葉） - 茨城県南部で営業していたが、2013年10月に千葉エリア（千葉中央、千葉北、幕張）の店舗をNakamitsu BMWより譲受。後にモトーレン・アイ&エフの店舗（Mito BMW／MINI つくば）も譲受。2021年10月、IDOM（旧・ガリバーインターナショナル）が経営していた「モトーレングローバル（Asahikawa BMW、旭川市）」と「モトーレングランツ（千葉東葛地域・旧ナカミツモータース）」を譲受。
  - モトーレン埼玉（埼玉県川口市等） - 2020年11月、セントラル自動車技研から事業譲受。同社が運営していたMINI・BMWモトラッド店舗も引き継ぐ。
  - モトーレン徳島（徳島県徳島市） - 2024年1月、マインオート（ノヴィル）より引き継ぐ。
- モトーレン東名横浜（Tomei-Yokohama BMW、東京・横浜・横須賀市） - ケーユーホールディングスグループ。BMW東京より一部店舗を継承。
- エーワンオートイワセ（Matsumoto BMW、松本市） - 1980年設立。
  - Eins Motors（アインツモーターズ・Yamanashi BMW） - 旧：甲府外車販売株式会社。1972年創立。後継者不在のため、2017年9月1日付けでエーワンオートイワセに全株を譲渡。グループ入りする。2020年1月1日付けで「株式会社 Eins Motors」に社名変更実施。
- モトーレン長野（Nagano BMW、長野市） - 高沢産業グループ。
- イーピーエム・コーポレーション（Ishikawa BMW・Toyama BMW、石川・富山）
- VTホールディングス
  - モトーレン静岡（Shizuoka BMW、静岡県中部・東部） - 2016年4月に三盛自動車販売より事業譲受。
  - モトーレン三河（Mikawa BMW、刈谷市） - 2019年10月にアイカーズより事業譲受。
  - モトーレン道南（Hakodate BMW、函館市） - 2022年11月にマークス（函館トヨペットグループ）より事業譲受。
  - フジ・モトーレン（Hamamatsu BMW、浜松市） - 2023年7月に富士物産グループより全株を譲受。
  - モトーレン札幌（本部:札幌市、本社:釧路市、支店:帯広市・北見市）2025年4月に大栄産業グループより事業譲受。
- モトーレン東海（Nagoya-Minami BMW） - ホワイトハウスが運営
- 名鉄AUTO （Meitetsu BMW、名古屋市北区） - 名鉄協商のグループ会社。2015年、岐阜県エリアのグループディーラー「ケイビーエスオート」を吸収合併する。2025年3月、愛知県西部の3店舗（鳴海・尾張旭・八事）をネクステージに譲渡する。
- ONEモトーレン - 2025年1月、ネクステージが新規設立。名鉄AUTOの鳴海・尾張旭・八事の3店舗を譲受し運営を引き継ぐ。
- サン・モトーレン（一宮市） - サン・オートグループ
- 三洋自動車（Mie Chuo BMW、三重）
- マツシマホールディングス（旧カミッグ：京都マツダ）
  - 服部モーター商会（Kyoto BMW・Keihan BMW、京都・枚方市）
  - 服部モータース（Shiga BMW、滋賀） - 2019年7月、経営権を取得。
- モトーレン福井（Fukui BMW） - あおい商事グループ
- モトーレンティーアイ（Nara BMW・Wakayama BMW・Higashi-Osaka BMW、奈良・和歌山・東大阪市） - ティーアイホールディングスグループ
- バルコム（Balcom BMW、広島・岡山・山口・福岡)
- エムラインオート（Kagawa BMW、香川）
- アルスターオート（Ehime BMW、愛媛）
- 株式会社外車センター（Kochi BMW、高知）
- ウイルプラスモトーレン（Willplus BMW、北九州・小倉） - ウイルプラスホールディングスグループ
- モトーレン佐賀（Saga BMW） - 祐徳自動車グループ
- エム・ケイ・モータース（Oita BMW、大分）
- MATSUFUJI（マツフジモータース、諫早市・佐世保市） - 松藤商事グループ
- モトーレンフロイデ（Kumamoto BMW、熊本） - ドゥ.ヨネザワ企業グループ（ヨネザワ）。同グループ内に映画製作会社「フレッシュハーツ」がある。2011年、旧正規ディーラー「マスダ自動車」からの事業譲受により営業開始。
- イデックスバイエルンモータース（Idex BMW、宮崎・鹿児島） - イデックスオート・ジャパン：新出光グループ。2019年6月、宮崎市に「Idex BMW宮崎中央店」を開店。2020年4月、鹿児島市に「Idex BMW 鹿児島中央店」を開店。2022年4月、新規設立した当該会社に事業を移管。
- モトーレン沖縄（Okinawa BMW） - 琉球日産グループ 。

### かつての正規ディーラー
- 光洋自動車（モトーレン光洋：Asahikawa BMW、旭川市） - 2013年1月、ガリバーインターナショナルへ事業譲渡。
- マークス（函館市） - 2022年11月、VTホールディングスへ事業譲渡。
- 吉田産業（青森） - 2016年12月、モトーレン仙台（岩手日産自動車）へ事業譲渡。
- セキショウグループ（関彰商事・福島） - 2021年3月、モトーレン仙台（岩手日産自動車）へ事業譲渡。
- オリエンタル自動車（秋田） - 運営母体の変更（親会社が、秋田日産自動車の親会社でもある三傳商事に変更）により、現在のモトーレン秋田へ法人格を継承。法人格上は、オリエンタル自動車が、準備会社であった(旧)モトーレン秋田を吸収合併する形で、商号変更のうえ、運営母体変更を実施。
- 岩手自動車販売 - 岩手三菱ふそうやラテン車販売の「アルゴス」の兄弟会社
- トヨタカローラ山形 - 2000年、旧経営会社より譲受。2023年1月、モトーレン仙台（岩手日産自動車）へ事業譲渡。
- 高橋兄弟自動車商会（仙台） - ディーラー権解除後も営業していたが2021年にて廃業。建物は宮城トヨタ自動車のグループ店舗「TKガレージ黒松」として存続。
- ファーストオート（Miyagi BMW、仙台） - 店舗はモトーレン仙台が譲受。
- 丸善自動車（群馬） - 2003年、東部オート（モトーレン群馬）が事業譲受。
- トーコーモータース（栃木） - 別資本「モトーレンTOKO」に移管後、東部オート（モトーレン群馬）が事業譲受。
- 東部オート（群馬・栃木）
- 大洋モータース（いわき市）
- 八洲商事（茨城） - 茨城観光自動車の関連会社。店舗はモトーレンつくばが譲受。
- 松澤自動車販売（熊谷市） - 店舗はセントラル自動車技研が譲受。
- ニューモトハシ（板橋区） - 店舗はセントラル自動車技研が譲受。
- セントラル自動車技研 （埼玉） - 2020年10月にて、BMW・MINI・BMWモトラッド部門をジーライオングループに譲渡。
- 日産プリンス東京販売（プリンツモトーレン、上用賀） - BMW東京が譲受後、ヤナセに再売却。
- 東邦モーターズ（東京） - 一部店舗は、BMW東京が譲受。
- 東京マツダ販売（東京） - 2023年11月、双日へ事業譲渡。
- 石山自動車（日本橋浜町）
- オートバックス・ディーラーグループ・ホールディングス（オートバックスセブンの自動車ディーラー部門の中間持株会社） - BMWジャパンとの営業エリア見直し協議に応じ、2023年9月にて撤退。
- 株式会社東立 （Nerima BMW、東京） - 2017年9月にディーラー権解除。店舗はアウトプラッツ（オートバックス・ディーラーグループ・ホールディングス）に移管。
- ナカミツモータース（Nakamitsu BMW、千葉） - 2005年に近鉄百貨店子会社の「モトーレン千葉」を経営統合。首都圏で唯一の全県運営会社だったが、2013年10月に千葉エリア（千葉中央、千葉北、幕張）の店舗をクインオート（Ibaraki BMW）へ売却。2015年1月、親会社のナカミツインターナショナルとともにガリバーインターナショナルに買収され子会社となる。
- IDOM（旧・ガリバーインターナショナル） - 本業の中古車販売に集中するため、2021年9月にて撤退。
- サンオータス（Shonan BMW、神奈川県中央エリア） - 2002年、当時の正規ディーラー「モトーレン東洋」を買収しBMWビジネスを開始。2007年、神奈川県南部の正規ディーラー「メトロポリタンモーターズ」も買収し、両社一体でグループ経営していた。売上不振と経営資源集中のため2020年2月28日にて、モトーレン東洋を「エー・エル・シー」に、メトロポリタンモーターズを「ダイワグループ」にそれぞれ経営譲渡した。
- 神奈川日産自動車（アーバンモーター、東名川崎）
- モトーレン横須賀（旧ユーノスアウレア：馬淵建設） - 2010年6月にてTomei-Yokohama BMWへ譲渡。
- 猪之原自動車（Shizuoka-Higashi BMW、沼津市）
- 三盛自動車販売（Sansei BMW、静岡県中部・東部） - 販売の落ち込みにより2016年4月にVTホールディングスへ事業譲渡。同年7月31日で解散・消滅した[6]。
- 富士物産（浜松市） - 1998年Hamamatsu BMW設立。 2008年6月、三盛自動車販売より一部店舗を継承。
- オートババリアン（長野） - 2002年にて高沢産業へ譲渡。
- アイカーズ（刈谷市） - フォルクスワーゲン・アウディ・ベントレー・ロールス・ロイス・ダイハツ正規ディーラー。2019年10月にBMW部門のみVTホールディングスへ事業譲渡。
- 東洋リース（名古屋） - 1999年12月、「モトーレン名古屋東」として開店。2011年にて名鉄AUTOへ譲渡。
- ユニクラオート（名古屋） - 2003年にてヤナセへ譲渡。
- サンジェイオート（桑名市・四日市市） - 2004年にてヤナセへ譲渡。
- モトーレンニューカン（大阪） - BMW大阪の発足に伴い事業譲渡。関西ヂーゼルグループ（モトーレン神戸）。
- ニュー兵庫自動車（神戸） - モトーレン神戸へ事業譲渡。
- 三好モーター商会（岡山） - 2003年8月にて閉店。
- 富士モータース（Fukuoka BMW、福岡） - 2007年4月にてヤナセへ譲渡。
- 第一交通産業 （Kitakyushu BMW、北九州・小倉） - ディーラー事業をウイルプラスホールディングスへ譲渡。
- アインスエーオート株式会社（大阪） - 中古車ディーラー「ハナテン」の経営者一族が運営。2000年～2005年まで全国優秀代理店賞を5年連続で獲るなど販売成績は芳しかったが、同一商圏内にBMW大阪（直営）が出店、これを機に販売が落ち込み、2009年10月　Hanshin BMWへ事業譲渡。
- マインオート（徳島県徳島市） - ノヴィルグループ。2023年12月にてディーラー契約終了。当面の間は旧店舗所在地にて「BMW徳島サービスセンター」としてアフターサービス業務のみ行う。
- マスダ自動車（熊本） - 2011年、ヨネザワ（モトーレンフロイデ）へ事業譲渡。
- 新和自動車（宮崎） - 2005年、ハニ・バイエルンへ事業譲渡。
- ハニ・バイエルン（鹿児島・宮崎） - 2018年7月にディーラー権解除。1983年設立、2005年には宮崎県の旧正規ディーラー「新和自動車」の運営を引き継いでいた。オーナー羽仁正次郎は全国的に有名な自動車コレクターであり、鹿児島県にて複数の自動車学校、タクシー会社を経営している。
- 富島モータース（沖縄）

## 提供番組
- 火曜ドラマ（TBS／2014年4月から　筆頭協賛）
- 爆報!THEフライデー（TBS／2016年1月から）
- サンデーモーニング（TBS）

過去の番組
- JNNニュースデスク（TBS）
- 水曜プレミア（TBS）
- SUPER GT+（テレビ東京）
- ニュースJAPAN（フジテレビ／1995年頃）
- あしたのニュース（フジテレビ）
- ユアタイム〜あなたの時間〜（フジテレビ／2016年4月から2017年3月まで）

## 不祥事

### 販売店に対する不当ノルマ
2019年9月、BMWの日本法人、ビー・エム・ダブリュー（BMW JAPAN）が販売店に不当な新車販売ノルマを課し、達成できなかった場合は不足分を買い取らせた疑いが強まったとして、公正取引委員会は独占禁止法違反(優越的地位の濫用)の容疑で同社などを立ち入り検査した。
同社は数年前から複数の販売店に対し、通常の営業活動では達成することが不可能な販売ノルマを課し、達成できない販売店には不足分を買取らせるなどの取引条件を設定していた疑いがもたれている。関係者によると、2018年の新車販売台数の約5万台のうち、3割はこうした販売店による自社登録によるもので、過剰なノルマや不足分の購入費がかさむなどして倒産・閉店に追い込まれた販売店もあるという。
2021年3月3日、同社は公正取引委員会に確約手続きの適用を申請し、販売店と合意の上で販売目標を定めるなどの改善策を提出した。これによりBMW JAPANは、優越的地位の濫用を認めた形になった。